# Rafael del Riego
Rafael del Riego i Flórez (Tuña, Tinéu, Astúries, 9 d'abril de 1784 - Madrid, 7 de novembre de 1823) va ser un general i polític liberal espanyol.

## Biografia
Del Riego va nàixer a Santa Maria de Tuñas, a Astúries, en una família de la baixa noblesa. Després de graduar-se en dret en la Universitat d'Oviedo el 1807, es va traslladar a Madrid, on es va unir a l'exèrcit. El 1808, durant la Guerra del Francès, va ser fet pres pels francesos i empresonat a San Lorenzo del Escorial, d'on va poder escapar.
El 10 de novembre del mateix any 1808 va prendre part a la Batalla d'Espinosa de los Monteros (Burgos), després de la qual va tornar a ser fet presoner. Tres dies després va ser enviat a França, i més tard alliberat. Va viatjar per Anglaterra i Alemanya, i el 1814 va tornar a Espanya i va tornar a allistar-se, aquesta vegada amb el rang de tinent coronel.
Durant els sis anys d'absolutisme monàrquic de la Restauració de 1814 es va unir a la maçoneria i als liberals, que conspiraven contra el rei Ferran VII per restaurar la Constitució de 1812.
El 1819 el rei va formar 10 batallons per reforçar les tropes de Pablo Morillo, que lluitava contra els insurgents a les guerres d'independència hispanoamericanes, i Riego va obtenir el comandament del 2n batalló asturià. Però, quan va arribar a Las Cabezas de San Juan (Sevilla) va aprofitar l'ocasió, d'acord amb altres oficials a les ordres de Félix María Calleja, per amotinar les tropes, l'1 de gener de 1820, i dur a terme el pronunciament de Riego i proclamar el retorn a la Constitució Espanyola de 1812. Aquest pronunciament militar iniciava l'anomenada Revolució Liberal i el període conegut com a Trienni Liberal. Les tropes de Riego van anar per diferents ciutats andaluses amb l'esperança d'incitar un alçament general antiabsolutista, però el poble es mostrà principalment indiferent. Tanmateix, poc més tard s'iniciaria un alçament a Galícia, i la revolució liberal ràpidament es va estendre per tot l'estat espanyol. El 7 de març de 1820 el Palau Reial de Madrid va ser assetjat per soldats liberals a les ordres del general Francisco López Ballesteros, i el 10 de març el rei va ser forçat a restaurar la Constitució de 1812.

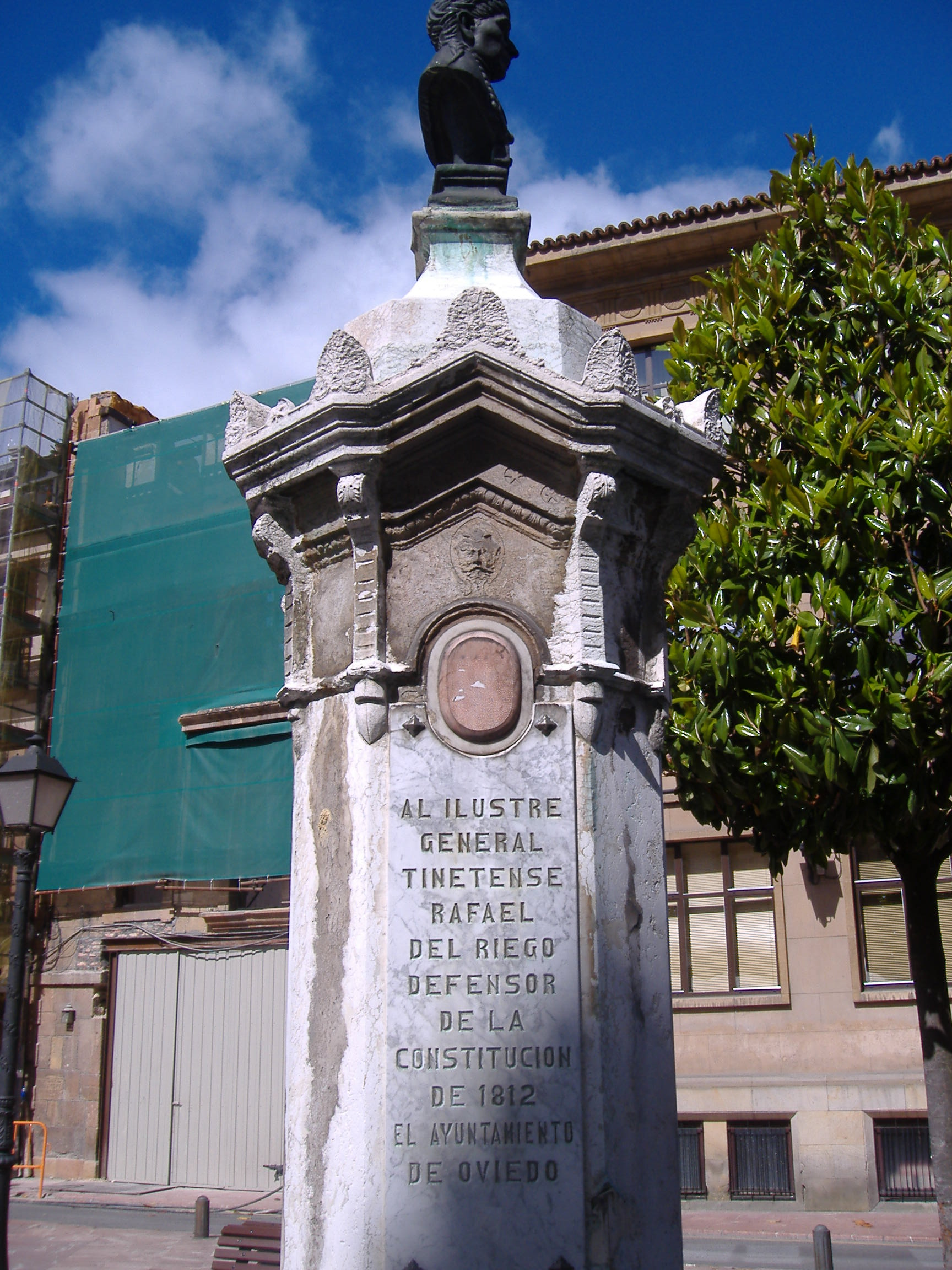
Estàtua dedicada a Rafael del Riego, a Oviedo

El nou govern liberal va nomenar Riego mariscal de camp i també capità general de Galícia. El novembre de 1821 va ser nomenat governador d'Aragó, i es va traslladar a Saragossa. El 18 de juny del mateix any es va casar amb la seva neboda, Maria Teresa del Riego Bustillos. El 4 de setembre de 1821, després d'una revolta republicana fallida, va ser erròniament acusat de republicanisme i empresonat. Tanmateix, la gran popularitat que tenia va originar tot de manifestacions sol·licitant-ne l'alliberament. El març de 1822 va ser elegit diputat a les Corts generals, cosa que en va significar l'alliberament.
El desembre de 1822, al Congrés de Verona, la Santa Aliança de les potències absolutistes europees, constatant que una Espanya liberal era un perill per a l'equilibri de l'ordre absolutista europeu, va decidir intervenir. França va ser l'elegida per reintroduir per la força la monarquia absoluta a Espanya. El 7 d'abril de 1823 un exèrcit francès conegut com els Cent Mil Fills de Sant Lluís va travessar la frontera, iniciant la invasió. Riego va prendre comandament del tercer exèrcit d'operacions, a Andalusia, i va fer front als invasors, però el 14 de setembre va ser derrotat i malferit a la batalla de Jódar (Jaén). El 15 de setembre va ser traït, abandonat per les tropes i fet presoner a La Carolina (Jaén). Se'l va traslladar a Madrid, i allí va ser declarat culpable d'alta traïció per haver format part de la majoria liberal de les Corts que, en resposta a la invasió, havia votat la incapacitació del rei. El 7 de novembre de 1823 Rafael del Riego va ser penjat a la forca i després decapitat a la plaça de la Cebada, a Madrid.

## Fama
Riego va ser un dels grans defensors de les llibertats civils a Espanya, i es va convertir en el màrtir per excel·lència de la repressió política absolutista contra el liberalisme, pervivint-ne la memòria com un heroi mític de la lluita per la llibertat.
L'anomenat Himne de Riego, la marxa militar que tocaven les seves tropes durant l'alçament de 1820, va continuar sonant, ara permès, adés prohibit, com a himne revolucionari durant la resta del segle xix, primer com a himne dels monàrquics liberals (com ho havia estat ell) i, més tard, dels republicans. Tot i que mai es va oficialitzar, durant la Segona República Espanyola (1931-1939) va ser adoptat com a himne nacional espanyol.
Actualment, se n'exhibeix el retrat i el sabre al Congrés dels Diputats espanyol. Se'n conserva un altre retrat, amb un llibre a les mans que vol ser la Constitució de 1812, al Museu del Romanticisme de Madrid.